# 5つの前奏曲 (ショスタコーヴィチ)
5つの前奏曲は、ドミートリイ・ショスタコーヴィチが作曲した初期のピアノ曲。作品番号はない。

## 概要
ショスタコーヴィチがまだレニングラード音楽院の学生であった頃の作品で、1919年秋から1920年の初夏にかけて作曲された。この時作曲に関わったのは、ショスタコーヴィチの2人の友人パーヴェル・フェルトとゲオルギー・クレメンツという友人と共にピアノのための24の前奏曲集を作曲した。ショスタコーヴィチはそのうち8曲を担当した。この前奏曲集そのものは紛失してしまったが、現在残っている5曲の前奏曲は、このときの8曲のうちの5曲と考えられている。
作品自体は音楽院時代に作曲された作品のため、一般に演奏されることが非常に少なく、同じケースとしては録音も非常に少ない。

## 構成
作品はタイトルと同じく5つの前奏曲から成る。演奏時間は約6分。
- 第1曲 アレグロ・モデラート・エ・スケルツァンド
- 第2曲 アンダンテ
- 第3曲 アレグロ・モデラート
- 第4曲 モデラート
- 第5曲 アンダンティーノ

## 録音
上述の通り、録音も非常に少ないが、最近ではウラディーミル・アシュケナージがこの作品を録音している。（デッカより発売）